# كلية بحري الأهلية
كلية بحري الأهلية هي إحدى أقدم الكليات الاهلية في السودان تقع في مدينة الخرطوم بحري. تقوم وفق منهجية التنوع في الاختصاصات العلمية لتلبية احتياجات سوق العمل، التطوير المستمر للأداء ومواكبة التقنية وتنمية المهارات لإستخدام الحاسب الآلي وتقانة المعلومات.

## النشاة
إنشات الكلية والتصديق بها من قبل إدارة التعليم الأهلي والأجنبي في العام 1997م، وكانت البداية وفق منهج يتم بموجبه منح الدبلوم في المحاسبة المالية وإدارة الأعمال لمائة طالب في كل تخصص حسب تصديق إدارة التعليم الأهلي والأجنبي، ومن خلال سعي الكلية لتطوير المنهج ومواكبة التقنية قامت في العام 2006م بترقية الدبلومات تماشياً مع التطور التقني حيث أصبحت الكلية تمنح الدبلوم في تقنية نظم المعلومات الإدارية وتقنية نظم المعلومات المحاسبية وهذا ما جعلها تمضي بخطى واثقة وثابتة.

## الاهداف
- رفد المجتمع بكوادر متميزة أكاديمياً لها المقدرة على مواكبة التطور تقنياً.
- توفير كادر مرجعي بالنسبة للاستشارات العلمية والعملية قادر على إجراء الأبحاث التطبيقية لخدمة القطاعات الإقتصادية والتقنية في المجتمع.
- إيجاد قناة للتواصل وتفعيل مجال التعاون مع المؤسسات التعليمية العربية والأجنبية في المجالات ذات الصلة.
- إعداد جيل له القدرة على استخدام التقنية الحديثة في مجال إدارة المعلومات ومعالجة البيانات.

## الاقسام داخل الكلية
1. اللغة الإنجليزية
2. اللغة الصينية
3. المحاسبة
4. إدارة أعمال
5. التسويق
6. الإقتصاد
7. تقنية معلومات
8. دبلوم تقنية نظم المعلومات الادارية
9. التصميم الداخلى
10. هندسة العمارة
11. الهندسة الإلكترونية
12. الهندسة المدنية
13. دبلوم تقنية نظم المعلومات المحاسبية[3]
14. الهندسة الكهربايئه
15. القانون
16. الهندسة الطبية
17. التمريض
18. مختبرات الطبية
19. طب بشري
20. دبلوم الهندسة الكهربائية اتصالات
21. دبلوم الهندسة الكهربائية قدرة
22. دبلوم التجارة الالكترونية

## وصلات خارجية
- موقع الكلية